# 帕爾米塔爾 (聖保羅州)
帕尔米塔尔是巴西圣保罗州的一个市镇。总面积549.04平方公里，总人口21341人，人口密度38.9人/平方公里。